# Spondylus erectospinosus
Spondylus erectospinosus is een tweekleppigensoort uit de familie van de Spondylidae. De wetenschappelijke naam van de soort is voor het eerst geldig gepubliceerd in 1973 door Habe.